# Hardter Wald
Der Hardter Wald ist trotz großer Einschnitte durch den Bau des benachbarten JHQ Rheindahlen auf dem Gebiet des ehemaligen Rheindahlener Waldes das größte zusammenhängende Waldgebiet auf dem Stadtgebiet von Mönchengladbach. Der Mischwald ist zugleich Stadtteil mit 178 Einwohnern und liegt im Stadtbezirk Nord, nördlich von Herdt, westlich von Hehn und südlich von Hardt. Am westlichen Rand bildet der Wald die natürliche Grenze zum Kreis Viersen mit seiner Gemeinde Schwalmtal. Am nordwestlichen Rand des Waldes befindet sich eine Jugendherberge. Innerhalb der Stadt Mönchengladbach wird der Wald als Naherholungsziel genutzt. Es gibt einen Wandererparkplatz, zwei Restaurants, Rastplätze, einen Spielplatz und einen Trimm-dich-Pfad. Die Untere Forstbehörde Mönchengladbach bietet zudem waldkundliche Führungen an.

## Verkehr
In Nord-Süd-Richtung wird der Hardter Wald durch die L 39 (Hardter Landstraße) von Hardt nach Rheindahlen durchbrochen. Am südöstlichen Rand verbindet die K 15 (Louise-Gueury-Straße) den Stadtteil Hardt mit dem Stadtteil Hehn. Darüber hinaus ist der ganze Hardter Wald über Fahrrad- und Wanderwege zu erreichen. Ebenso sind Reitwege ausgeschildert. Die Buslinien 015, 026 und NE2 der NEW mobil und aktiv Mönchengladbach durchfahren den Stadtteil und verbinden ihn mit Hardt, Rheindahlen und Mönchengladbach.
| Hehler zu Schwalmtal   | Hardt                                       | Hardt |
| Fischeln zu Schwalmtal | Kompassrose, die auf Nachbargemeinden zeigt | Hehn  |
| Leloh zu Schwalmtal    | Hauptquartier                               | Hehn  |

## Gräberfeld
Der Hardter Wald weist ein seit den 1870er Jahren wieder entdecktes keltisches Grabhügelfeld aus der Bronzezeit und der älteren Eisenzeit auf ().

„An der Grenze unserer Gemeinde, auf Hardt zu, befindet sich eine Menge von Hügeln, die unter dem Namen „Hunshügel“ bekannt sind. Sie liegen meist links von der nach Hardt führenden Chaussee in Fichtenwäldern und sind in der letzten Zeit häufig das Ziel von Nachgrabungen gewesen. Die Hügel bestehen aus angeschütteter Erde, sind rund und von verschiedener Höhe und Ausdehnung und bergen im Mittelpunkt eine Urne. Die Urnen aus gebranntem Thon werden erst an der Luft wieder hart, sie sind hell oder dunkelbraun, über den Knochenresten, die sie enthalten, liegt Erde mit Holzasche und Holzkohlen untermischt.“

Das Gräberfeld befindet sich zwischen der Matthias-Kapelle, einem Heiligenhäuschen aus Backstein, und dem Herdter Hof hauptsächlich auf der Seite westlich der Hardter Landstraße, die Hardt mit Rheindahlen verbindet. Das Gräberfeld wurde zwischen 800 und 500 v. Chr. angelegt und besteht aus 255 Rundhügeln, zehn Langbetten sowie einer nicht genau zu ermittelnden Zahl von Flachgräbern. Die Größe der Gräber schwankt zwischen vier und 30 Metern Durchmesser, die durchschnittliche Höhe liegt heute bei unter einem Meter, da die Witterung über die Jahrtausende die Höhe wesentlich reduziert hat. Einige Langgräber messen 17, andere knapp 100 Meter Länge. Der Heimatforscher Albert Mackes († 1969) zählt das auffällige Bodendenkmal zu den größten eisenzeitlichen Gräberfeldern des Rheinlandes. Die Ausdehnung beläuft sich auf rund 700 Meter von Westen nach Osten und auf ungefähr zwei Kilometer von Norden nach Süden. Durch planlose Grabungen in der Zeit des ausgehenden 19. Jahrhunderts bis zum Inkrafttreten des preußischen Ausgrabungsgesetz von 1914 wurden viele Gräber zerstört und Grabbeigaben mitunter gestohlen. Auch der Bau der Straße von Hardt nach Rheindahlen und damit verbundene Rodungen sowie der Erdaushub zerstörten einige Gräber. Bei Ausgrabungen, unter anderem durch das Rheinische Landesmuseum Bonn, wurden hier Grabbeigaben wie Gefäße und Urnen gefunden, von denen 20 im Museum Schloss Rheydt ausgestellt sind.

## Lungenheilstätte
Die Hardterwald-Klinik befindet sich am südöstlichen Rand des Hardter Waldes in einem parkähnlichen 120 Morgen großen Areals mit altem Baumbestand an der von Hardt nach Hehn führenden Louise-Gueury-Straße. Die Anlage besteht aus dem Hauptgebäude der Klinik, einem Verwaltungsgebäude, der Villa Louise und einem Kutscherhaus (siehe Bild). Der Baubeginn der Anlage war im Frühjahr 1903, die Einweihung des Sanatoriums erfolgte am 3. August 1904. Die Einrichtung erhielt den Namen der Stifterin Louise Gueury. Im Testament der im Jahr 1900 selbst an Tuberkulose gestorbenen Stifterin wurde festgelegt, dass ein Großteil des Vermögens zur Errichtung und zum Unterhalt einer Volksheilstätte für heilbare Lungenkranke verwendet werden sollte. Zudem sollte ein Kontingent von Freibetten für die Bürger Mönchengladbachs eingerichtet werden, die sich den Klinikaufenthalt finanziell nicht leisten konnten. Zur Pflege der Patienten wurden Dernbacher Ordensschwestern (Arme Dienstmägde Jesu Christi) bestimmt, die bis 1991 ihrer Aufgabe nachkamen. Die Anlage wurde durch eigene Wirtschaftsbetriebe wie Bäckerei, Metzgerei, Wäscherei und Landwirtschaft in Form von Schweinemast versorgt.
Im Zweiten Weltkrieg diente die Heilstätte der Behandlung tuberkulöser Soldaten und Kriegsgefangener. Im Jahr 1954 wurde die Klinik um einen neuen Bau mit 62 Betten erweitert. Wegen der Fortentwicklung von der reinen Lungenheilstätte zum Fachkrankenhaus für Lungen- und Bronchialheilkunde erhielt die Klinik im Jahr 1959 den Namen Hardterwald-Klinik. Somit erfolgte in den 1960er Jahren der Umbau zu einer modernen Lungenklinik. Die Wirtschaftsbetriebe wurden wegen Unwirtschaftlichkeit bis zum Ende der 1970er Jahre geschlossen. Im Jahr 1984 wurde die Geriatrie aufgebaut, die in den folgenden Jahren die freien Kapazitäten der Lungenklinik und später das ganze Haus übernahm.
Im Hardter Wald gibt es einige Gebäude, die als Baudenkmäler geführt werden. Es folgt eine Auswahl.

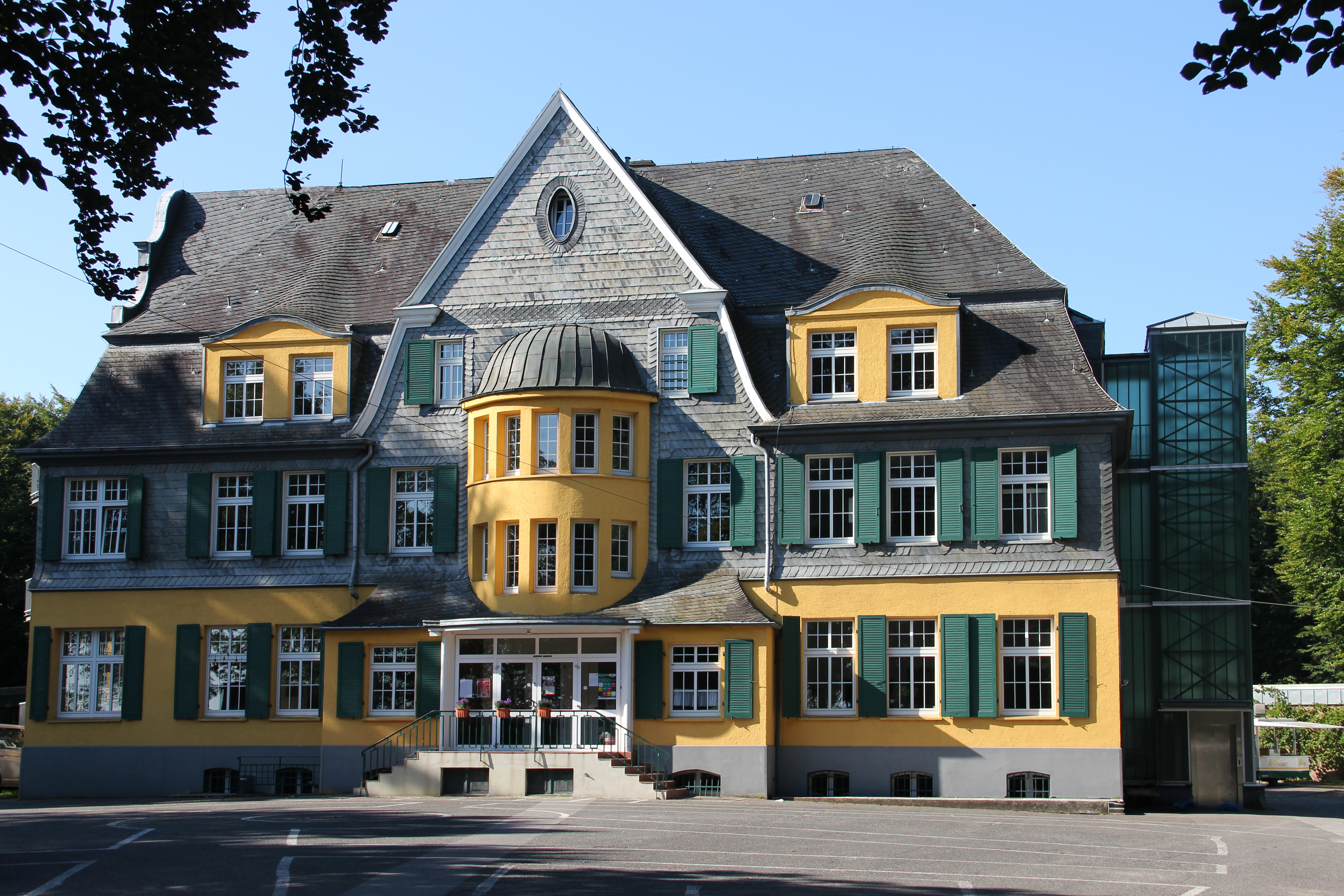
Hauptgebäude der Paul Moor-Schule Am Kuhbaum (A 020)
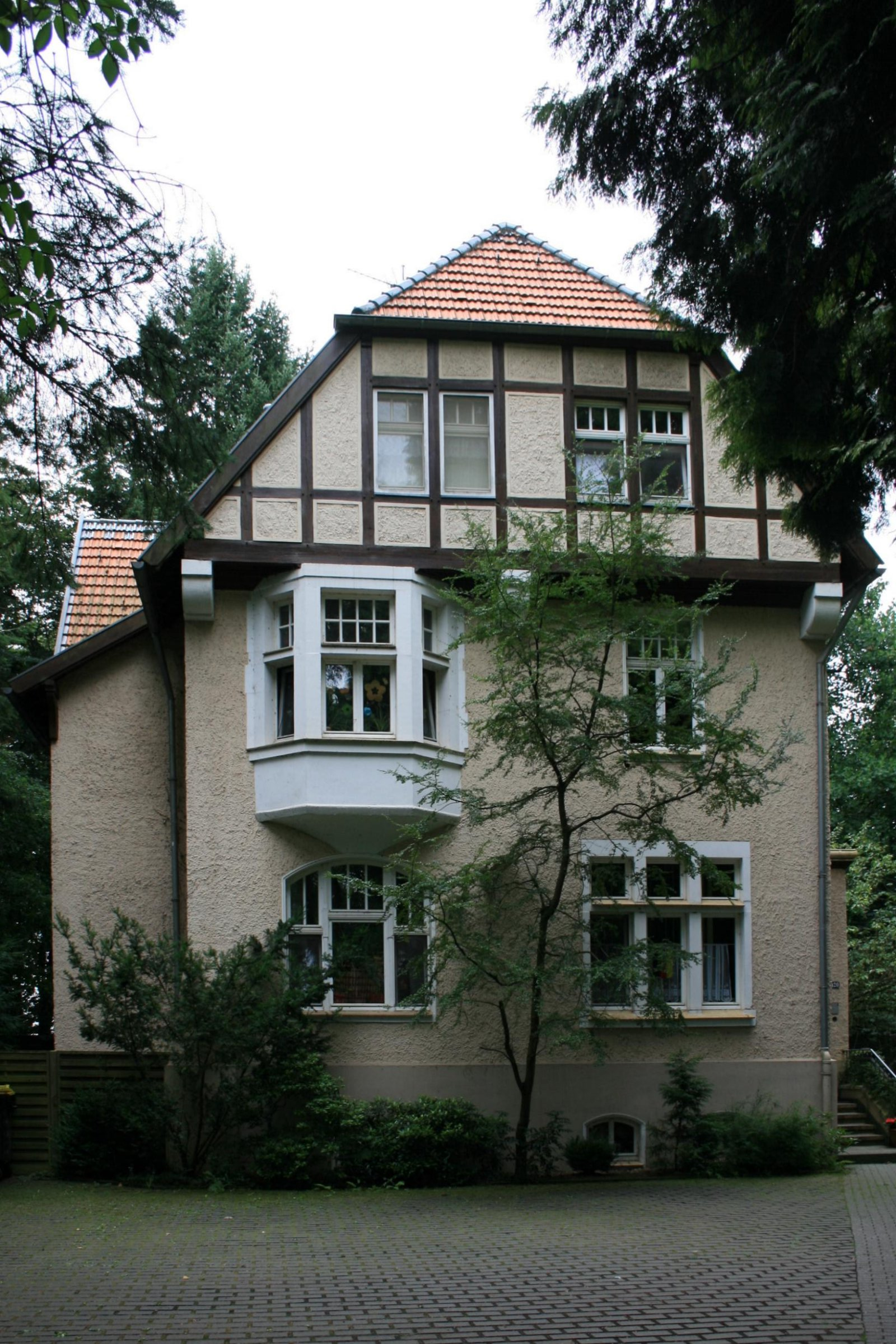
Wohnhaus auf dem Gelände der Hardterwald-Klinik (L 017)
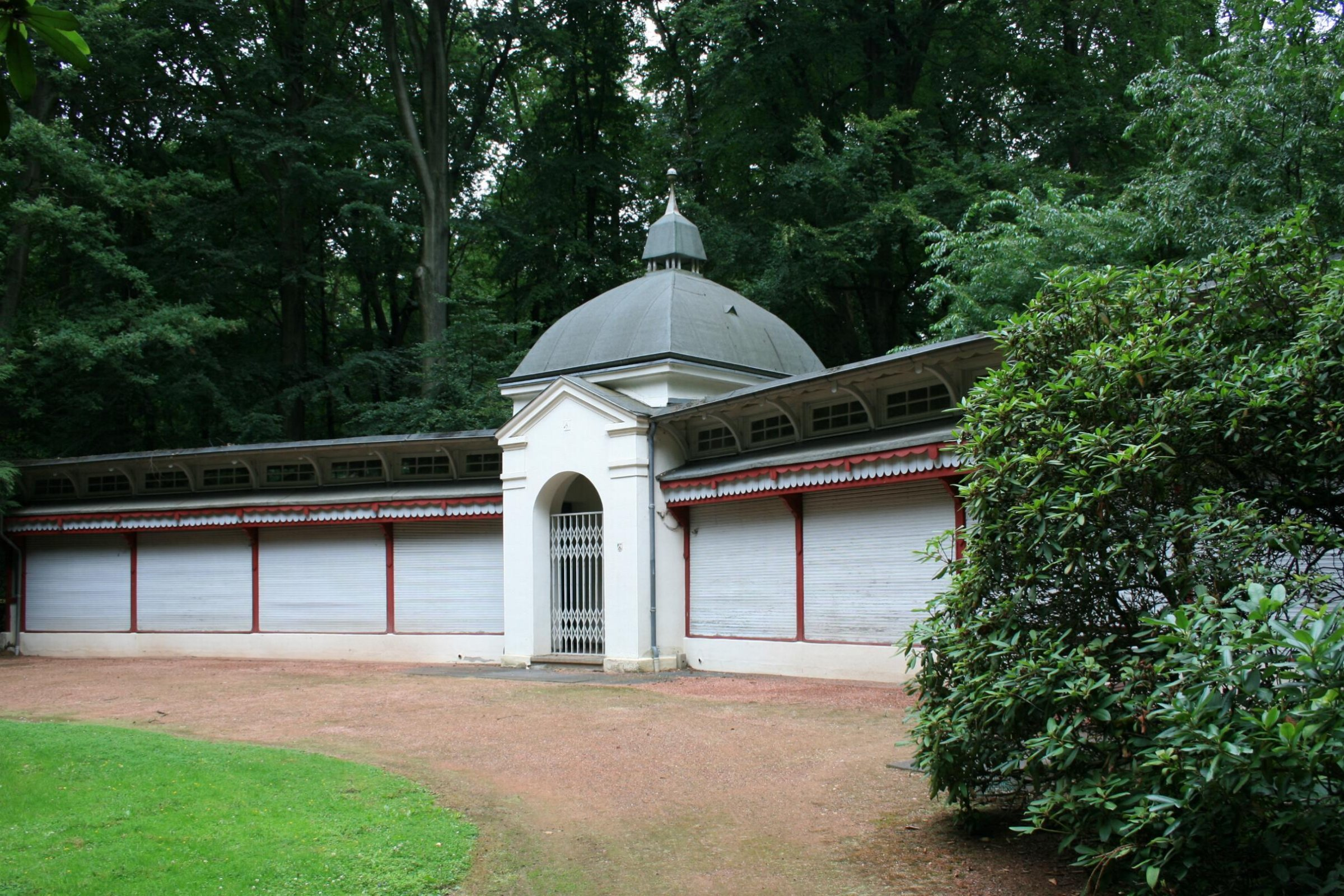
Liegehalle der Hardterwald-Klinik (L 029)
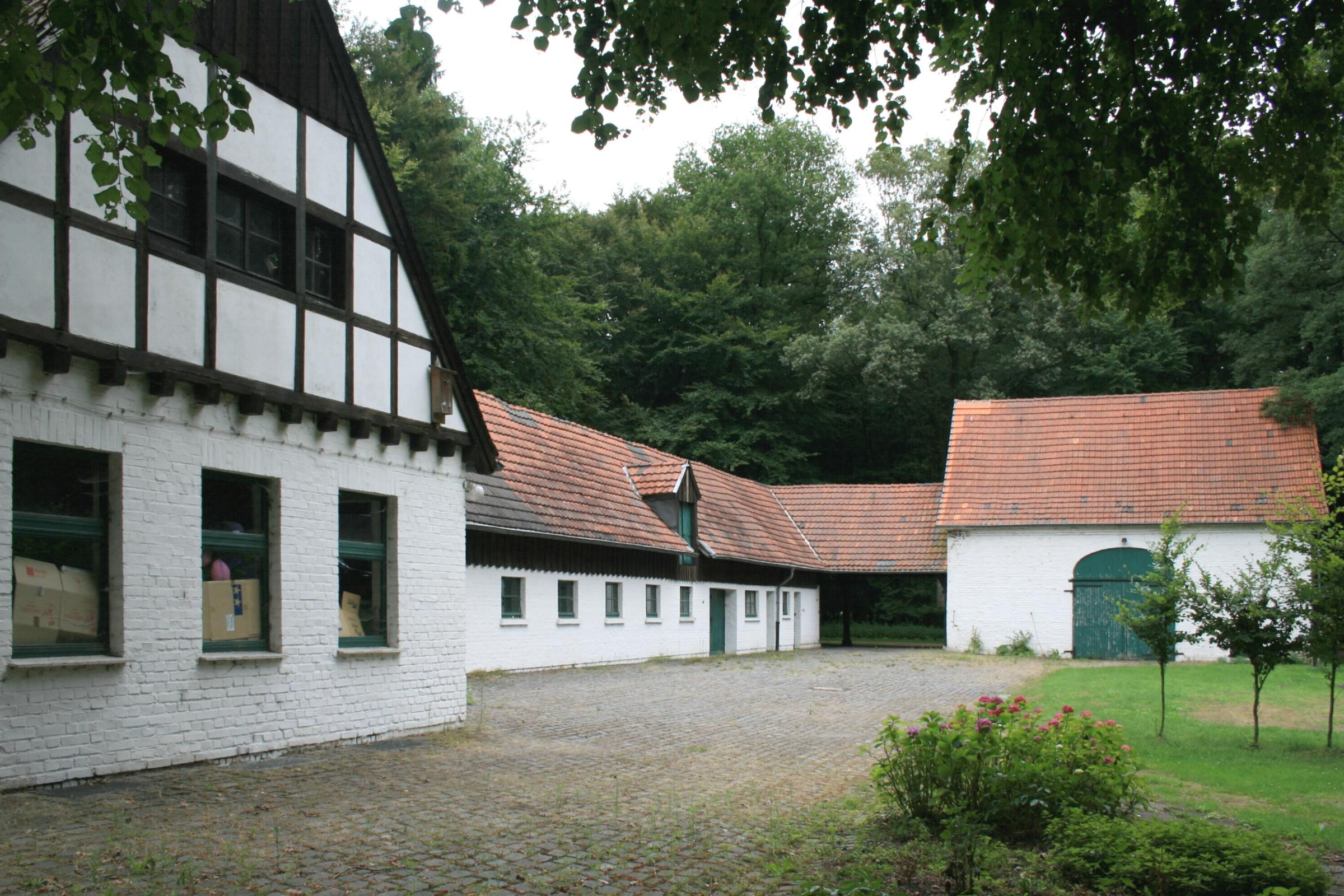
Ökonomiegebäude der Hardterwald-Klinik (L 030)

### Herzpark
Nach dem Verkauf der Klinik an die private Klinikgruppe Eifelhöhen-Klinik AG im Oktober 2010 wurde das rund 23 Hektar große Areal mit den darauf stehenden Gebäuden zu einem Rehazentrum mit dem Namen Herzpark umgestaltet. Mitbegründer des Konzepts war unter anderem Wilfried Jacobs. Im Januar 2014 werden 100 Plätze für Patienten eingerichtet, die einen Platz nach einer Herzoperation brauchen. Bis Anfang 2015 kommen weitere 40 stationäre Betten hinzu, sowie die Möglichkeit, 40 Patienten stationär zu behandeln. Die gesamten Kosten für den Umbau belaufen sich auf rund 40 Millionen Euro. Die Geriatrie wurde ebenfalls ausgegliedert und zog im Juli 2012 in das benachbarte Elisabeth-Krankenhaus um, unter dessen Verwaltung die Abteilung steht.